# ハインケル P.1078
He P.1078
He P.1078 Aの模型。シュパイアー技術博物館の収蔵品。
- 用途：迎撃機
- 製造者：ハインケル社
- 運用者：ドイツ空軍
- 生産数：計画段階から先に至らず

ハインケル P.1078とは、第三帝国が1944年に指示した緊急戦闘機計画に基づき、ハインケル社によりドイツ空軍向けに開発された単座の迎撃機である。

## 経緯
緊急戦闘機計画の一環として、1945年初めに一つの計画が空軍総司令部（OKL）により開始された。これはHe 162「フォルクスイェーガー」を代替する、新世代の戦闘機/迎撃機のためのものだった。この新型機は、B-29のような高高度の脅威を処理するという命題に対し、より優れた性能を発揮するよう意図されていた。
この計画でハインケル社は異なる設計を3種作り出し、これらは1945年2月に提出された。他に提案された航空機メーカーの高高度戦闘機の設計にはメッサーシュミット P.1110、フォッケウルフ Ta 183、ブローム・ウント・フォス P.212、そして公式に比較審査で勝者となったユンカース EF 128が存在した。設計対象に厳しい批判を受けた後、1945年2月の終わりにハインケル社はこの計画を放棄した。

## 派生型

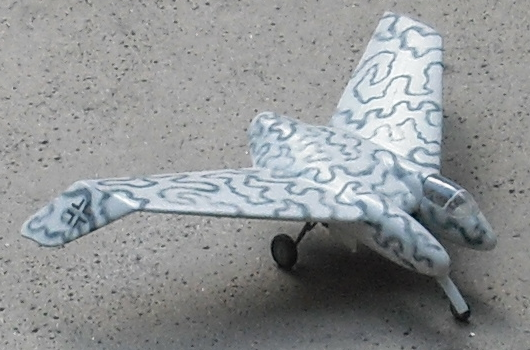
派生型の一つ、He P.1078 Bの模型。

ハインケル P.1078の計画では完全に異なる3種の派生型があった。これら全ては単座の戦闘機で、二段上反角を持つ後退翼である。主翼は40度の後退角を持ち、構造には木製の部品が含まれていた。計画された全ての機体が下方への角度を付けたウィングチップを持ち、また全機がハインケル HeS 011ターボジェットで駆動した。

### P.1078 A
ジェットで飛行する迎撃機である。提出された3種の設計のうち、本機は最も伝統的な外観で、また唯一尾翼を持つ機体である。続く2種の派生型と同様、兵装はMK 108 機関砲2門だった。

### P.1078 B
短い胴体の非対称な無尾翼機で、ジェットで駆動する迎撃機である。二つの胴体の中間部にエンジンの空気吸入口が設けられている。コックピットは左側胴部に配置され、一方で右側の胴部には首脚が内蔵された。

### P.1078 C
無尾翼の迎撃機計画である。P.1078 Bに類似するものの、単一の短い胴部を持つ。He P.1078 BおよびP.1078 Cの両方とも、下方に角度を付けたウィングチップを持ち、それはP.1078 Aの角度よりも際だっていた。